# Kościół św. Marcina w Lubczy
Kościół św. Marcina – rzymskokatolicki kościół filialny w Lubczy. Świątynia należy do parafii św. Michała Archanioła w Grodkowie w dekanacie Grodków, diecezji opolskiej. Dnia 29 września 2011 roku, pod numerem A-170/2011 kościół został wpisany do rejestru zabytków województwa opolskiego.

## Historia kościoła
Kościół w Lubczy został wybudowany w 1894 roku. Konsekracji dokonał w 1899 roku ksiądz biskup wrocławski Georg Kopp. Początkowo był kościołem filialnym świątyni Wszystkich Świętych w Wojsławiu. W 1980 roku został włączony do parafii w Grodkowie. W czasie budowy wnętrze kościoła zostało wyposażone w neogotyckie elementy. Jednym z nich jest zespół malowideł opowiadający o życiu świętych.